# Justicier masqué
 (septembre 2024).
Un justicier masqué est une figure de la culture populaire dans laquelle quelqu'un préserve son anonymat à l'aide d'un masque tout en rendant la justice, le plus souvent sous forme de vengeance et hors du système politico-judiciaire.

## Dans la fiction
En 1910, Le Fantôme de l'Opéra et Fantômas sont deux personnages de vengeur masqué.
Zorro est inventé en 2019 par Johnston McCulley. Il s'agit d'un jeune aristocrate décidant de défendre les pauvres et les opprimés en cachant une partie de son visage à l'aide d'un loup,. L'œuvre inspire de nombreuses adaptations et le masque devient le principal moyen de reconnaître le personnage.
En 1933, le Lone Ranger est un cow-boy masqué justicier à son tour, suivi trois ans plus tard par le Fantôme du Bengale et The Clock puis par les Crimson Avengers.
En 1939, Batman devient un nouveau justicier masqué célèbre, popularisant l'archétype dans la lignée de Zorro. Ce personnage est suivi de nombreux autres super-héros masqués,.
Fantômette est l'héroïne de 52 romans entre 1961 et 2011. En 1966, Le Frelon vert voit son héros masqué combattre les méchants.

## Dans le monde réel
Le personnage du justicier masqué est repris par des justiciers bien réels au cours du XXIe siècle, comme Superbarrio et Phoenix Jones.